# Grand Prix moto d'Italie 2023
Le Grand Prix moto d'Italie 2023 est la sixième manche du championnat du monde de vitesse moto 2023.
Cette 74e édition du Grand Prix moto d'Italie s'est déroulée du 9 juin au 11 juin sur le Circuit du Mugello à proximité de Florence.

## Qualifications

### MotoGP
| Meilleur temps de la session |

| Pos.                                          | Num | Pilote                | Constructeur | Temps          | Temps          | Position départ | Row |
| Pos.                                          | Num | Pilote                | Constructeur | Q1             | Q2             | Position départ | Row |
| --------------------------------------------- | --- | --------------------- | ------------ | -------------- | -------------- | --------------- | --- |
| 1                                             | 1   | Francesco Bagnaia     | Ducati       | Qualifié en Q2 | 1 min 44 s 855 | 1               | 1   |
| 2                                             | 93  | Marc Márquez          | Honda        | Qualifié en Q2 | 1 min 44 s 933 | 2               | 1   |
| 3                                             | 73  | Álex Márquez          | Ducati       | 1 min 45 s 231 | 1 min 45 s 007 | 3               | 1   |
| 4                                             | 10  | Luca Marini           | Ducati       | Qualifié en Q2 | 1 min 45 s 079 | 4               | 2   |
| 5                                             | 43  | Jack Miller           | KTM          | 1 min 45 s 559 | 1 min 45 s 186 | 5               | 2   |
| 6                                             | 89  | Jorge Martín          | Ducati       | Qualifié en Q2 | 1 min 45 s 268 | 6               | 2   |
| 7                                             | 72  | Marco Bezzecchi       | Ducati       | Qualifié en Q2 | 1 min 45 s 290 | 7               | 3   |
| 8                                             | 41  | Aleix Espargaró       | Aprilia      | Qualifié en Q2 | 1 min 45 s 380 | 8               | 3   |
| 9                                             | 5   | Johann Zarco          | Ducati       | Qualifié en Q2 | 1 min 45 s 627 | 9               | 3   |
| 10                                            | 42  | Álex Rins             | Honda        | Qualifié en Q2 | 1 min 45 s 702 | 10              | 4   |
| 11                                            | 33  | Brad Binder           | KTM          | Qualifié en Q2 | 1 min 45 s 731 | 11              | 4   |
| 12                                            | 23  | Enea Bastianini       | Ducati       | Qualifié en Q2 | 1 min 46 s 884 | 12              | 4   |
| 13                                            | 12  | Maverick Viñales      | Aprilia      | 1 min 45 s 591 | N/A            | 13              | 5   |
| 14                                            | 21  | Franco Morbidelli     | Yamaha       | 1 min 45 s 754 | N/A            | 14              | 5   |
| 15                                            | 20  | Fabio Quartararo      | Yamaha       | 1 min 45 s 755 | N/A            | 15              | 5   |
| 16                                            | 30  | Takaaki Nakagami      | Honda        | 1 min 45 s 860 | N/A            | 16              | 6   |
| 17                                            | 51  | Michele Pirro         | Ducati       | 1 min 46 s 002 | N/A            | 17              | 6   |
| 18                                            | 88  | Miguel Oliveira       | Aprilia      | 1 min 46 s 003 | N/A            | 18              | 6   |
| 19                                            | 49  | Fabio Di Giannantonio | Ducati       | 1 min 46 s 170 | N/A            | 19              | 7   |
| 20                                            | 25  | Raúl Fernández        | Aprilia      | 1 min 46 s 347 | N/A            | 20              | 7   |
| 21                                            | 37  | Augusto Fernández     | KTM          | 1 min 46 s 359 | N/A            | 21              | 7   |
| 22                                            | 32  | Lorenzo Savadori      | Aprilia      | 1 min 47 s 244 | N/A            | 22              | 8   |
| 23                                            | 94  | Jonas Folger          | KTM          | 1 min 47 s 806 | N/A            | 23              | 8   |
| RESULTATS OFFICIELS DES QUALIFICATIONS MOTOGP |     |                       |              |                |                |                 |     |

## Classement MotoGP

### Course sprint
| Pos                        | Num | Pilote                | Moto    | Tours | Temps/Écart      | Grille | Points |
| -------------------------- | --- | --------------------- | ------- | ----- | ---------------- | ------ | ------ |
| 1                          | 1   | Francesco Bagnaia     | Ducati  | 11    | 19 min 41 s 1830 | 1      | 12     |
| 2                          | 72  | Marco Bezzecchi       | Ducati  | 11    | +0 s 369         | 7      | 9      |
| 3                          | 89  | Jorge Martín          | Ducati  | 11    | +0 s 952         | 6      | 7      |
| 4                          | 5   | Johann Zarco          | Ducati  | 11    | +1 s 009         | 9      | 6      |
| 5                          | 10  | Luca Marini           | Ducati  | 11    | +3 s 668         | 4      | 5      |
| 6                          | 43  | Jack Miller           | KTM     | 11    | +3 s 772         | 5      | 4      |
| 7                          | 27  | Marc Márquez          | Honda   | 11    | +3 s 905         | 2      | 3      |
| 8                          | 41  | Aleix Espargaró       | Aprilia | 11    | +6 s 062         | 8      | 2      |
| 9                          | 9   | Enea Bastianini       | Ducati  | 11    | +6 s 431         | 12     | 1      |
| 10                         | 20  | Fabio Quartararo      | Yamaha  | 11    | +6 s 458         | 15     |        |
| 11                         | 33  | Brad Binder           | KTM     | 11    | +6 s 672         | 11     |        |
| 12                         | 88  | Miguel Oliveira       | Aprilia | 11    | +7 s 930         | 18     |        |
| 13                         | 12  | Maverick Viñales      | Aprilia | 11    | +9 s 022         | 13     |        |
| 14                         | 49  | Fabio Di Giannantonio | Ducati  | 11    | +11 s 508        | 19     |        |
| 15                         | 51  | Michele Pirro         | Ducati  | 11    | +14 s 344        | 17     |        |
| 16                         | 21  | Franco Morbidelli     | Yamaha  | 11    | +16 s 666        | 14     |        |
| 17                         | 30  | Takaaki Nakagami      | Honda   | 11    | +16 s 725        | 16     |        |
| 18                         | 32  | Lorenzo Savadori      | Aprilia | 11    | +17 s 247        | 22     |        |
| 19                         | 25  | Raúl Fernández        | Aprilia | 11    | +21 s 596        | 20     |        |
| 20                         | 37  | Augusto Fernández     | KTM     | 11    | +35 s 212        | 21     |        |
| 21                         | 94  | Jonas Folger          | KTM     | 11    | +46 s 189        | 23     |        |
| Ab.                        | 42  | Álex Rins             | Honda   | 3     | Chute            | 10     |        |
| DNS                        | 73  | Álex Márquez          | Ducati  |       | Retrait          | 3      |        |
| (en) [PDF]Rapport officiel |     |                       |         |       |                  |        |        |

### Course principale
| Pos                        | Num | Pilote                | Moto    | Tours | Temps/Écart      | Grille | Points |
| -------------------------- | --- | --------------------- | ------- | ----- | ---------------- | ------ | ------ |
| 1                          | 1   | Francesco Bagnaia     | Ducati  | 23    | 41 min 16 s 8630 | 1      | 25     |
| 2                          | 89  | Jorge Martín          | Ducati  | 23    | +1 s 067         | 6      | 20     |
| 3                          | 5   | Johann Zarco          | Ducati  | 23    | +1 s 977         | 9      | 16     |
| 4                          | 10  | Luca Marini           | Ducati  | 23    | +4 s 625         | 4      | 13     |
| 5                          | 33  | Brad Binder           | KTM     | 23    | +8 s 925         | 11     | 11     |
| 6                          | 41  | Aleix Espargaró       | Aprilia | 23    | +10 s 908        | 8      | 10     |
| 7                          | 43  | Jack Miller           | KTM     | 23    | +10 s 999        | 5      | 9      |
| 8                          | 72  | Marco Bezzecchi       | Ducati  | 23    | +12 s 654        | 7      | 8      |
| 9                          | 9   | Enea Bastianini       | Ducati  | 23    | +17 s 102        | 12     | 7      |
| 10                         | 21  | Franco Morbidelli     | Yamaha  | 23    | +17 s 610        | 14     | 6      |
| 11                         | 20  | Fabio Quartararo      | Yamaha  | 23    | +17 s 861        | 15     | 5      |
| 12                         | 12  | Maverick Viñales      | Aprilia | 23    | +19 s 110        | 13     | 4      |
| 13                         | 30  | Takaaki Nakagami      | Honda   | 23    | +21 s 947        | 16     | 3      |
| 14                         | 49  | Fabio Di Giannantonio | Ducati  | 23    | +25 s 906        | 19     | 2      |
| 15                         | 37  | Augusto Fernández     | KTM     | 23    | +26 s 500        | 21     | 1      |
| 16                         | 51  | Michele Pirro         | Ducati  | 23    | +30 s 150        | 17     |        |
| 17                         | 25  | Raúl Fernández        | Aprilia | 23    | +38 s 001        | 20     |        |
| 18                         | 32  | Lorenzo Savadori      | Aprilia | 23    | +38 s 662        | 22     |        |
| 19                         | 94  | Jonas Folger          | KTM     | 23    | +78 s 912        | 23     |        |
| Ab.                        | 73  | Álex Márquez          | Ducati  | 14    | Chute            | 3      |        |
| Ab.                        | 88  | Miguel Oliveira       | Aprilia | 10    | Chute            | 18     |        |
| Ab.                        | 27  | Marc Márquez          | Honda   | 5     | Chute            | 2      |        |
| (en) [PDF]Rapport officiel |     |                       |         |       |                  |        |        |

## Moto2
Une chute massive au premier tour a entraîné un drapeau rouge et un second départ arrêté
| Pos                        | Num | Pilote                  | Moto       | Tours | Temps/Écart     | Grille | Points |
| -------------------------- | --- | ----------------------- | ---------- | ----- | --------------- | ------ | ------ |
| 1                          | 37  | Pedro Acosta            | Kalex      | 19    | 35 min 38 s 238 | 2      | 25     |
| 2                          | 14  | Tony Arbolino           | Kalex      | 19    | +6 s 194        | 10     | 20     |
| 3                          | 96  | Jake Dixon              | Kalex      | 19    | +8 s 582        | 6      | 16     |
| 4                          | 40  | Arón Canet              | Kalex      | 19    | +8 s 847        | 1      | 12     |
| 5                          | 13  | Celestino Vietti        | Kalex      | 19    | +9 s 534        | 7      | 11     |
| 6                          | 21  | Alonso López            | Boscoscuro | 19    | +10 s 852       | 9      | 10     |
| 7                          | 12  | Filip Salač             | Kalex      | 19    | +13 s 994       | 5      | 9      |
| 8                          | 18  | Manuel González         | Kalex      | 19    | +16 s 171       | 11     | 8      |
| 9                          | 35  | Somkiat Chantra         | Kalex      | 19    | +18 s 008       | 17     | 7      |
| 10                         | 11  | Sergio García           | Kalex      | 19    | +18 s 021       | 16     | 6      |
| 11                         | 34  | Mattia Pasini           | Kalex      | 19    | +20 s 365       | 18     | 5      |
| 12                         | 16  | Joe Roberts             | Kalex      | 19    | +22 s 895       | 4      | 4      |
| 13                         | 71  | Dennis Foggia           | Kalex      | 19    | +23 s 143       | 21     | 3      |
| 14                         | 64  | Bo Bendsneyder          | Kalex      | 19    | +23 s 851       | 20     | 2      |
| 15                         | 79  | Ai Ogura                | Kalex      | 19    | +24 s 307       | 14     | 1      |
| 16                         | 7   | Barry Baltus            | Kalex      | 19    | +25 s 046       | 19     |        |
| 17                         | 72  | Borja Gómez             | Kalex      | 19    | +28 s 601       | 25     |        |
| 18                         | 28  | Izan Guevara            | Kalex      | 19    | +29 s 642       | 24     |        |
| 19                         | 4   | Sean Dylan Kelly        | Kalex      | 19    | +48 s 482       | 23     |        |
| 20                         | 19  | Lorenzo Dalla Porta     | Kalex      | 19    | +48 s 708       | 29     |        |
| 21                         | 23  | Taiga Hada              | Kalex      | 19    | +59 s 397       | 28     |        |
| 22                         | 27  | Kasma Daniel            | Kalex      | 19    | +1 min 31 s 843 | 30     |        |
| 23                         | 75  | Albert Arenas           | Kalex      | 17    | +2 tours        | 15     |        |
| Ab.                        | 84  | Zonta van den Goorbergh | Kalex      | 9     | Chute           | 22     |        |
| Ab.                        | 3   | Lukas Tulovic           | Kalex      | 7     | Chute           | 26     |        |
| DNS                        | 22  | Sam Lowes               | Kalex      | 1°    | Chute           | 3      |        |
| DNS                        | 54  | Fermín Aldeguer         | Boscoscuro | 1°    | Chute           | 8      |        |
| DNS                        | 52  | Jeremy Alcoba           | Kalex      | 1°    | Chute           | 12     |        |
| DNS                        | 15  | Darryn Binder           | Kalex      | 1°    | Chute           | 13     |        |
| DNS                        | 24  | Marcos Ramírez          | Forward    | 1°    | Chute           | 27     |        |
| DNS                        | 33  | Rory Skinner            | Kalex      |       | Retrait         |        |        |
| (en) [PDF]Rapport officiel |     |                         |            |       |                 |        |        |

°N'a pas repris le départ

## Moto3
| Pos                        | Num | Pilote             | Moto      | Tours | Temps/Écart     | Grille | Points |
| -------------------------- | --- | ------------------ | --------- | ----- | --------------- | ------ | ------ |
| 1                          | 96  | Daniel Holgado     | KTM       | 17    | 33 min 27 s 315 | 3      | 25     |
| 2                          | 53  | Deniz Öncü         | KTM       | 17    | +0 s 041        | 1      | 20     |
| 3                          | 71  | Ayumu Sasaki       | Husqvarna | 17    | +0 s 073        | 2      | 16     |
| 4                          | 80  | David Alonso       | Gas Gas   | 17    | +0 s 172        | 10     | 12     |
| 5                          | 5   | Jaume Masià        | Honda     | 17    | +0 s 487        | 6      | 11     |
| 6                          | 95  | Collin Veijer      | Husqvarna | 17    | +13 s 321       | 16     | 10     |
| 7                          | 10  | Diogo Moreira      | KTM       | 17    | +13 s 332       | 22     | 9      |
| 8                          | 54  | Riccardo Rossi     | Honda     | 17    | +13 s 360       | 5      | 8      |
| 9                          | 82  | Stefano Nepa       | KTM       | 17    | +13 s 429       | 23     | 7      |
| 10                         | 27  | Kaito Toba         | Honda     | 17    | +13 s 460       | 12     | 6      |
| 11                         | 48  | Iván Ortolá        | KTM       | 17    | +14 s 146       | 25     | 5      |
| 12                         | 18  | Matteo Bertelle    | Honda     | 17    | +14 s 243       | 4      | 4      |
| 13                         | 19  | Scott Ogden        | Honda     | 17    | +15 s 023       | 9      | 3      |
| 14                         | 99  | José Antonio Rueda | KTM       | 17    | +15 s 701       | 13     | 2      |
| 15                         | 6   | Ryusei Yamanaka    | Honda     | 17    | +15 s 774       | 14     | 1      |
| 16                         | 16  | Andrea Migno       | KTM       | 17    | +20 s 945       | 7      |        |
| 17                         | 55  | Romano Fenati      | Honda     | 17    | +23 s 062       | 15     |        |
| 18                         | 38  | David Salvador     | KTM       | 17    | +38 s 743       | 27     |        |
| 19                         | 58  | Luca Lunetta       | KTM       | 17    | +38 s 783       | 28     |        |
| 20                         | 64  | Mario Aji          | Honda     | 17    | +38 s 981       | 18     |        |
| 21                         | 70  | Joshua Whatley     | Honda     | 17    | +39 s 002       | 19     |        |
| 22                         | 22  | Ana Carrasco       | KTM       | 17    | +40 s 085       | 20     |        |
| Ab.                        | 72  | Taiyo Furusato     | KTM       | 16    | Chute           | 8      |        |
| Ab.                        | 24  | Tatsuki Suzuki     | Honda     | 16    | Chute           | 11     |        |
| Ab.                        | 21  | Vicente Pérez      | KTM       | 8     | Retrait         | 26     |        |
| Ab.                        | 66  | Joel Kelso         | CFMoto    | 7     | Chute           | 21     |        |
| Ab.                        | 7   | Filippo Farioli    | KTM       | 1     | Chute           | 17     |        |
| Ab.                        | 43  | Xavier Artigas     | CFMoto    | 1     | Chute           | 24     |        |
| DNS                        | 63  | Syarifuddin Azman  | KTM       |       | Retrait         |        |        |
| (en) [PDF]Rapport officiel |     |                    |           |       |                 |        |        |

## MotoE
Toutes les motos sont fournies par Ducati.

### Course 1
| Pos                        | Num | Pilote             | Tours | Temps/Écart     | Grille | Points |
| -------------------------- | --- | ------------------ | ----- | --------------- | ------ | ------ |
| 1                          | 9   | Andrea Mantovani   | 7     | 13 min 39 s 949 | 5      | 25     |
| 2                          | 11  | Matteo Ferrari     | 7     | +0 s 152        | 1      | 20     |
| 3                          | 40  | Mattia Casadei     | 7     | +0 s 488        | 2      | 16     |
| 4                          | 4   | Héctor Garzó       | 7     | +3 s 058        | 9      | 13     |
| 5                          | 3   | Randy Krummenacher | 7     | +3 s 085        | 3      | 11     |
| 6                          | 51  | Eric Granado       | 7     | +4 s 608        | 4      | 10     |
| 7                          | 34  | Kevin Manfredi     | 7     | +4 s 646        | 8      | 9      |
| 8                          | 21  | Kevin Zannoni      | 7     | +4 s 725        | 6      | 8      |
| 9                          | 81  | Jordi Torres       | 7     | +4 s 925        | 7      | 7      |
| 10                         | 77  | Miquel Pons        | 7     | +5 s 846        | 14     | 6      |
| 11                         | 61  | Alessandro Zaccone | 7     | +11 s 272       | 15     | 5      |
| 12                         | 53  | Tito Rabat         | 7     | +11 s 440       | 12     | 4      |
| 13                         | 23  | Luca Salvadori     | 7     | +12 s 972       | 11     | 3      |
| 14                         | 72  | Alessio Finello    | 7     | +13 s 271       | 13     | 2      |
| 15                         | 78  | Hikari Okubo       | 7     | +18 s 254       | 16     | 1      |
| 16                         | 8   | Mika Pérez         | 7     | +25 s 349       | 17     |        |
| 17                         | 6   | María Herrera      | 7     | +29 s 017       | 18     |        |
| Ab.                        | 29  | Nicholas Spinelli  | 2     | Chute           | 10     |        |
| (en) [PDF]Rapport officiel |     |                    |       |                 |        |        |

### Course 2
Initialement prévu pour couvrir 7 tours, la course a été arrêtée à cause des conditions météo au bout de 5 tours et n'a pas reprise.
| Pos                        | Num | Pilote             | Tours | Temps/Écart     | Grille | Points |
| -------------------------- | --- | ------------------ | ----- | --------------- | ------ | ------ |
| 1                          | 51  | Eric Granado       | 5     | 11 min 25 s 573 | 4      | 25     |
| 2                          | 34  | Kevin Manfredi     | 5     | +1 s 301        | 8      | 20     |
| 3                          | 11  | Matteo Ferrari     | 5     | +1 s 666        | 1      | 16     |
| 4                          | 29  | Nicholas Spinelli  | 5     | +2 s 513        | 10     | 13     |
| 5                          | 81  | Jordi Torres       | 5     | +4 s 269        | 7      | 11     |
| 6                          | 4   | Héctor Garzó       | 5     | +4 s 456        | 9      | 10     |
| 7                          | 3   | Randy Krummenacher | 5     | +7 s 157        | 3      | 9      |
| 8                          | 8   | Mika Pérez         | 5     | +7 s 486        | 15     | 8      |
| 9                          | 61  | Alessandro Zaccone | 5     | +7 s 530        | 13     | 7      |
| 10                         | 21  | Kevin Zannoni      | 5     | +15 s 572       | 6      | 6      |
| 11                         | 23  | Luca Salvadori     | 5     | +15 s 700       | 17     | 5      |
| 12                         | 78  | Hikari Okubo       | 5     | +17 s 689       | 14     | 4      |
| 13                         | 53  | Tito Rabat         | 5     | +21 s 489       | 18     | 3      |
| 14                         | 6   | María Herrera      | 4     | +1 tour         | 16     | 2      |
| 15                         | 77  | Miquel Pons        | 4     | +1 tour         | 12     | 1      |
| Ab.                        | 40  | Mattia Casadei     | 4     | Chute           | 2      |        |
| Ab.                        | 72  | Alessio Finello    | 4     | Chute           | 11     |        |
| Ab.                        | 9   | Andrea Mantovani   | 4     | Chute           | 5      |        |
| (en) [PDF]Rapport officiel |     |                    |       |                 |        |        |

## Classement provisoire au championnat
Seul le top 5 est représenté ici,,,

### MotoGP
|   | Pos. | Pilote            | Points |
| - | ---- | ----------------- | ------ |
|   | 1    | Francesco Bagnaia | 131    |
|   | 2    | Marco Bezzecchi   | 110    |
| 1 | 3    | Jorge Martín      | 107    |
| 1 | 4    | Brad Binder       | 92     |
|   | 5    | Johann Zarco      | 88     |

|  | Pos. | Constructeur | Points |
|  | ---- | ------------ | ------ |
|  | 1    | Ducati       | 211    |
|  | 2    | KTM          | 118    |
|  | 3    | Aprilia      | 92     |
|  | 4    | Honda        | 79     |
|  | 5    | Yamaha       | 64     |

|   | Pos. | Equipe                      | Points |
| - | ---- | --------------------------- | ------ |
| 1 | 1    | Prima Pramac Racing         | 195    |
| 1 | 2    | Mooney VR46 Racing Team     | 182    |
|   | 3    | Red Bull KTM Factory Racing | 154    |
|   | 4    | Ducati Lenovo Team          | 149    |
|   | 5    | Aprilia Racing              | 107    |

### Moto2
|  | Pos. | Pilote        | Points |
|  | ---- | ------------- | ------ |
|  | 1    | Tony Arbolino | 119    |
|  | 2    | Pedro Acosta  | 99     |
|  | 3    | Alonso López  | 71     |
|  | 4    | Filip Salač   | 69     |
|  | 5    | Arón Canet    | 65     |

|  | Pos. | Constructeur | Points |
|  | ---- | ------------ | ------ |
|  | 1    | Kalex        | 150    |
|  | 2    | Boscoscuro   | 75     |

|   | Pos. | Equipe                   | Points |
| - | ---- | ------------------------ | ------ |
|   | 1    | Elf Marc VDS Racing Team | 163    |
|   | 2    | Red Bull KTM Ajo         | 126    |
|   | 3    | MB Conveyors Speed Up    | 99     |
| 1 | 4    | Pons Wegow Los40         | 94     |
| 1 | 5    | QJmotor Gresini Moto2    | 91     |

### Moto3
|   | Pos. | Pilote         | Points |
| - | ---- | -------------- | ------ |
|   | 1    | Daniel Holgado | 109    |
| 1 | 2    | Jaume Masià    | 74     |
| 1 | 3    | Iván Ortolá    | 68     |
|   | 4    | Diogo Moreira  | 64     |
| 1 | 5    | Ayumu Sasaki   | 59     |

|   | Pos. | Constructeur | Points |
| - | ---- | ------------ | ------ |
|   | 1    | KTM          | 145    |
|   | 2    | Honda        | 99     |
| 1 | 3    | Husqvarna    | 62     |
| 1 | 4    | Gas Gas      | 59     |
| 2 | 5    | CFMoto       | 50     |

|   | Pos. | Equipe                         | Points |
| - | ---- | ------------------------------ | ------ |
|   | 1    | Leopard Racing                 | 112    |
| 1 | 2    | Red Bull KTM Tech3             | 111    |
| 1 | 3    | Angeluss MTA Team              | 101    |
|   | 4    | Red Bull KTM Ajo               | 92     |
| 3 | 5    | Liqui Moly Husqvarna Intact GP | 77     |

### MotoE
|   | Pos. | Pilote             | Points |
| - | ---- | ------------------ | ------ |
|   | 1    | Jordi Torres       | 63     |
| 1 | 2    | Matteo Ferrari     | 61     |
| 1 | 3    | Héctor Garzó       | 59     |
|   | 4    | Randy Krummenacher | 45     |
| 8 | 5    | Kevin Manfredi     | 38     |

|   | Pos. | Equipe                     | Points |
| - | ---- | -------------------------- | ------ |
|   | 1    | Dynavolt Intact GP         | 104    |
| 1 | 2    | Felo Gresini               | 75     |
| 2 | 3    | Ongetta SIC58 Squadracorse | 73     |
| 2 | 4    | Openbank Aspar             | 70     |
| 1 | 5    | Pons Racing 40             | 53     |